# Andreas Friedrich Gruenauer
Andreas Friedrich Grunauer (ur. 1764 w Łomży, zm. 1829 w Bydgoszczy) – burmistrz Bydgoszczy (1815-1829), założyciel pierwszej drukarni w Bydgoszczy.

## Życiorys
Urodził się w 1764 r., najprawdopodobniej w Łomży. Dzieciństwo i młodość spędził najpierw w Królewcu, a następnie w Toruniu, po ponownym zamążpójściu matki. Jego ojczymem był Johann Adam Kimmel, który od 1786 r. był dzierżawcą gimnazjalnej i miejskiej drukarni w Toruniu. Po przejściu w 1793 r. Torunia pod władzę Królestwa Prus, Kimmel założył drugą własną drukarnię, sądząc iż w mieście tym zostaną ulokowane pruskie władze administracyjne. Rachuby te jednak zawiodły, gdyż Toruń znalazł się w granicach Prowincji Prusy Zachodnie, zarządzanej przez Kamerę Wojny i Domen z siedzibą w Kwidzynie. Wyodrębniony administracyjnie Obwód Nadnotecki podporządkowano Deputacji Kamery Kwidzyńskiej, ulokowanej w Bydgoszczy, zaś w Fordonie uruchomiono Południowopruską Prowincjalną Dyrekcję Ceł i Akcyz. Z tego względu Kimmel zdecydował się przenieść swoją drukarnię do Bydgoszczy, licząc na przyszłe zlecenia związane z drukiem dokumentów urzędowych.
W 1806 r. uzyskał on przywilej prowadzenia drukarni w Bydgoszczy. Z uwagi na podeszły wiek, swoje uprawnienia przekazał pasierbowi Andreasowi Grunauerowi, który sztuki drukarskiej uczył się pod jego okiem. Przeprowadzka drukarni z Torunia do Bydgoszczy nastąpiła jesienią 1806 r., w gorącym okresie wojny i załamania się władz pruskich pod naporem wojsk napoleońskich.
Całe ówczesne wyposażenie drukarni stanowiły zaledwie: ręczna prasa drewniana, kilka kaszt z czcionkami oraz drobne przybory drukarskie. Drukarnia znalazła lokum w oficynie nieruchomości Piotra Ladyńskiego przy ul. Poznańskiej 35. Została otwarta 6 października 1806 r. w czasie wkroczenia do Bydgoszczy zwycięskich wojsk francuskich.

### Właściciel pierwszej drukarni w Bydgoszczy
Od 1807 r., gdy Bydgoszcz została stolicą jednego z dziesięciu departamentów Księstwa Warszawskiego, drukarnia Grunauera wykonywała wszystkie druki urzędowe dla władz departamentowych, zwykle w języku polskim lub francuskim.
Wydawano także pierwszą polską gazetę w mieście – ukazujący się z inicjatywy bydgoskiego prefekta Antoniego Gliszczyńskiego – Dziennik Doniesień Rządowych i Prywatnych Departamentu Bydgoskiego (kwietnia 1811 – Dziennik Tygodniowy Departamentu Bydgoskiego). Najważniejszym dokumentem historycznym, tłoczonym w oficynie była jednak Ustawa Konstytucyjna Księstwa Warszawskiego, ogłoszona 23 września 1807 r. w Dreźnie przez elektora saskiego i księcia warszawskiego, Fryderyka Augusta. Drukowano również prace prefekta Antoniego Gliszczyńskiego oraz Fryderyka Skórzewskiego.
3 maja 1815, po podpisaniu postanowień kongresu wiedeńskiego Księstwo Warszawskie przestało istnieć, a Bydgoszcz wcielono ponownie do Królestwa Prus jako stolicę regencji w
Wielkim Księstwie Poznańskim. Drukarnia Grunauera nadal wykonywała druki urzędowe, m.in. wydawano w niej dwujęzyczną (do 1848 r. w języku polskim i niemieckim, później tylko w jęz. niemieckim) tygodniówkę bydgoskiej regencji (niem. Amtsblatt der Königlich-Preussischen Regierung zu Bromberg).
W 1814 r. Andreas Grunauer wybudował nowy zakład przy ul. Jagiellońskiej, na terenie wykupionym od konwentu sióstr klarysek, a w maju 1815 r. przeniósł swoją drukarnię do nowo wybudowanych obiektów. W tym samym roku podjął też zakończone powodzeniem działania u namiestnika króla w Wielkim Księstwie Poznańskim, księcia Antoniego Henryka Radziwiłła oraz na dworze w Berlinie, o uzyskanie wyłącznej koncesji na prowadzenie drukarni w Bydgoszczy (privilegium exclusivum). Przywilej ten pozwolił praktycznie na wyeliminowanie jakiejkolwiek konkurencji w twojej działalności zawodowej na terenie miasta.
Po śmierci Grunauera, drukarnię przez 13 lat prowadziła jego żona, która w 1842 r. scedowała zakład na rzecz wnuka, Gustava Körnera. Potem drukarnia zmieniła kilkakrotnie właścicieli, funkcjonując jednak pod szyldem Grunauerische Buchdruckerei. W ręce polskie trafiła w 1920 r.

### Burmistrz Bydgoszczy
24 marca 1815 r. Andreas Grunauer został wybrany drugim, administracyjnym burmistrzem Bydgoszczy. Stanowisko to faktycznie objął jednak dopiero 6 czerwca 1815 r. po wejściu do miasta wojsk pruskich. Władzę dzielił z odgrywającym pierwszoplanową rolę burmistrzem policyjnym, Johannem Schwede.
Jedną z pierwszych jego decyzji było wydanie obwieszczenia o złożeniu hołdowniczego adresu królowi pruskiemu. W imieniu miasta uczynili to radny Johann Carl Loewe i budowniczy Ernst Conrad Peterson. Potem jako II burmistrz nie odgrywał istotniejszej roli, a faktyczną władzę skupił w swym ręku Johann Schwede, będący dużą indywidualnością. Stanowisko dzierżył jednak aż do swojej śmierci.
Andreas Grunauer był członkiem bydgoskiej loży masońskiej „Janus”. Zmarł 25 października 1829 r. w Bydgoszczy. Żonaty był z Sophie Albertine Louise.